# Stephanie Malherbe
Stephanie Malherbe (Temecula, 5 de abril de 1996) é uma futebolista sul-africana que atua como meia.

## Carreira
Stephanie Malherbe fez parte do elenco da Seleção Sul-Africana de Futebol Feminino, nas Olimpíadas de 2016, realizado no Rio de Janeiro.